# Мніхи
Мніхи (пол. Mnichy, нім. Groß Münche) — село в Польщі, у гміні Мендзихуд Мендзиходського повіту Великопольського воєводства.
Населення — 175 осіб (2011).
У 1975-1998 роках село належало до Гожовського воєводства.

## Демографія
Демографічна структура станом на 31 березня 2011 року:
|          | Загалом | Допрацездатний вік | Працездатний вік | Постпрацездатний вік |
| -------- | ------- | ------------------ | ---------------- | -------------------- |
| Чоловіки | 88      | 28                 | 58               | 2                    |
| Жінки    | 87      | 21                 | 52               | 14                   |
| Разом    | 175     | 49                 | 110              | 16                   |